# Мост Сюлли
Мост Сюлли (фр. Pont de Sully) — мост через реку Сена, расположенный на границе IV и V округов Парижа. Соединяет бульвар Генриха IV и бульвар Сен-Жермен. Его длина составляет 256 метров, ширина — 20 метров.
Фактически переправа состоит из двух мостов, соединяющих остров Сен-Луи с правым и левым берегами. Часть моста, которая выходит на левый берег, носит название «Мостик Константина», а противоположная — «Мостик Дамьетта». Одна из частей названа в честь алжирского города Константины, который являлся центров французской колонизации Северной Африки. Другая часть названа по одному из наименований города Думьят в Египте, который завоевал Наполеон I.

## История
Первая конструкция моста была сооружена ещё в 1636—1638 годах. Но к XIX веку переправа пришла в негодность. В 1848 году разрушилась секция моста, соединявшая остров с правым берегом Сены, а в 1872 году рухнула другая часть. На их месте в 1874—1876 годах был выстроен нынешний мост.
Мост Сюлли назван честь герцога Сюлли Максимилиана де Бетюна, который был главой французского правительства при короле Генрихе IV. Этого исторического деятеля почитал барон Осман, который активно перестраивал столицу.
Мост оригинально расположен под острым углом на берегу. Благодаря этому с него открывается хороший обзорный вид на набережные острова Сен-Луи и собор Нотр-Дам-де-Пари. На мосту Сюлли часто работают уличные художники.

## Архитектура
Северная часть моста представляет собой центральную овальную арку из чугуна и две полукруглые боковые арки, сооружённые из кирпича. Южная часть состоит из трёх чугунных арок овальной формы. В качестве опор моста используются бетонные сваи, которые смещены параллельно друг другу по течению реки.

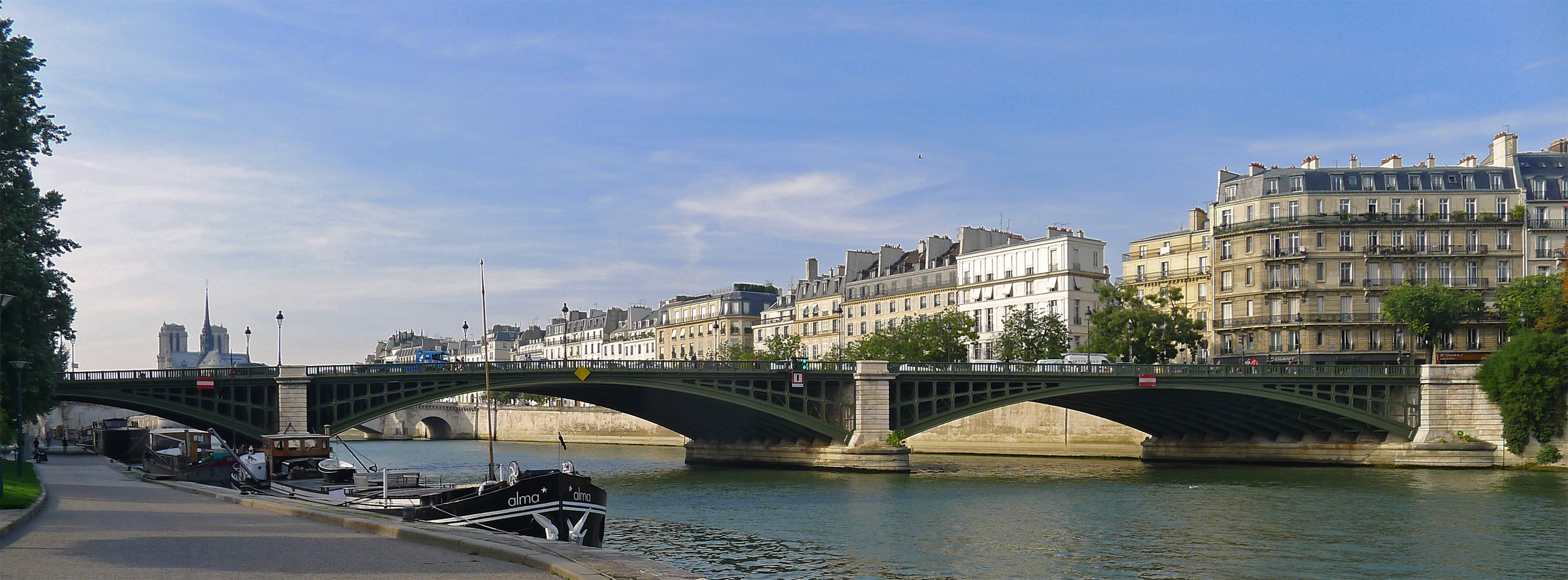
Южная часть.
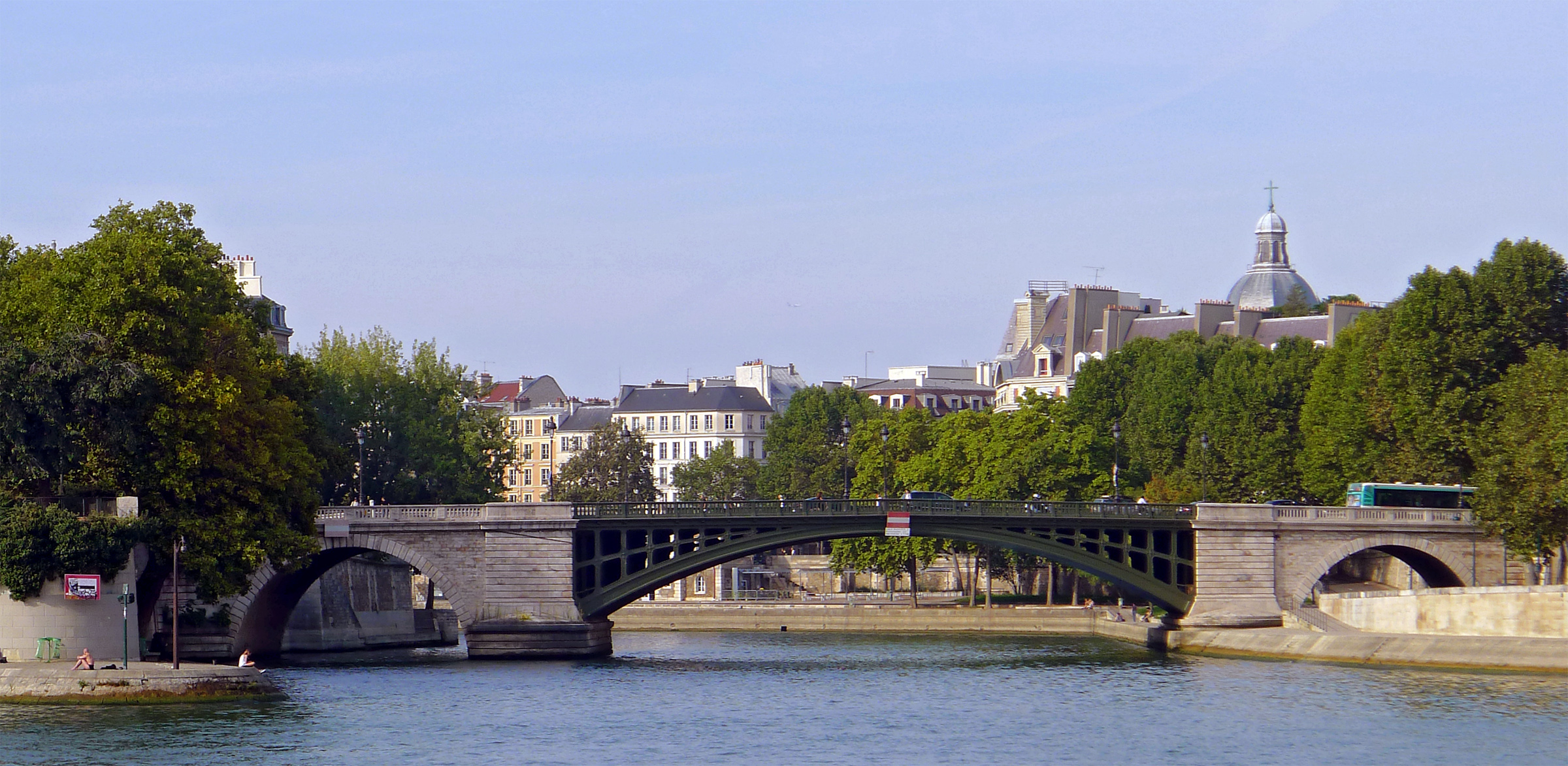
Северная часть.

## Расположение
| Расположение моста на Сене | Расположение моста на Сене | Расположение моста на Сене       |
| -------------------------- | -------------------------- | -------------------------------- |
| Вниз по течению: Мост Мари |                            | Вверх по течению: Мост Аустерлиц |